# 小川涼
小川 涼（おがわ りょう、2000年2月29日 - ）は、日本の女優、タレント、ファッションモデル。千葉県出身。東宝芸能に所属していた。2022年8月18日、自身のInstagramにてエヴァーグリーン・エンタテイメントに所属した事を明かした。

## 略歴
- 2011年、第7回『東宝「シンデレラ」オーディション』に応募し、ニュージェネレーション賞を受賞し芸能界入り[3]、東宝芸能のシンデレラルーム所属となる。
- 2018年、大学に進学[4]。

## 出演

### 映画
- 『空色物語』第三話 小川涼〜王様と羊〜（2011年11月29日、東宝）
- 『シーシュポスたちのまなざし』（2025年公開予定、BBB）[5]

### ドラマ
- 菜の花ラインに乗りかえて（2013年10月9日、NHK BSプレミアム） - 市原優 役
- 私という運命について（2014年3月 - 4月、WOWOW） - 澤井明日香 役
- 金田一少年の事件簿N（neo） 第7話 （2014年9月6日、日本テレビ） - 葉多野春菜 役
- さよならドビュッシー 〜ピアニスト探偵 岬洋介〜（2016年3月18日、日本テレビ） - 涼宮美登里 役
- 仮面ライダーゴースト 第44話 - 第46話、第48話、第49話（2016年8月7日 - 9月18日、テレビ朝日） - フレイ / フレイヤ（2役）
- 青春シンデレラ（2022年10月17日 - 、朝日放送テレビ） - 佐倉舞美 役[6]
- 世にも奇妙な物語’23 夏の特別編「小林家ワンダーランド」（2023年、フジテレビ） - 客3 役
- ウルトラマンアーク 第8話（2024年8月31日、テレビ東京） - 銅金カナオ 役

### 雑誌
- B.L.T.（2011年6月号 - 不定期、東京ニュース通信社） - 東宝シンデレラで『girls be ambicious』連載
- ピチレモン（2011年9月号 - 2015年12月号、学研パブリッシング） - 専属モデル
- UTB+ vol.5（2011年11月24日、ワニブックス）

### CM
- カルピス「ほっとシリーズ」

### Webドラマ
- 仮面ライダーゴースト 伝説！ライダーの魂！ 伝説!ライダーの魂!（2016年） - フレイ / フレイヤ（2役）

### 舞台
- ドラマデザイン社「ゲートシティーの恋[7]」（2019年1月31日 - 2月3日、下北沢・「劇」小劇場） - Bチーム 成宮輝人 役

### ミュージック・ビデオ
- RENA「願い」（2016年）